# Leonardo Nascimento Lopes de Souza
Leonardo Nascimento Lopes de Souza (28 de mayo de 1997) es un futbolista brasileño que juega de delantero en el Shanghái Port de la Superliga de China.

## Trayectoria

### Clubes
| Club                                 | País          | Año       |
| ------------------------------------ | ------------- | --------- |
| Santos F. C.                         | Brasil        | 2017      |
| Gainare Tottori                      | Japón         | 2018      |
| Albirex Niigata                      | Japón         | 2019      |
| Urawa Reds                           | Japón         | 2020-2021 |
| Shandong Taishan F. C.               | China         | 2021-2025 |
| Hebei F. C. (cedido)                 | China         | 2021      |
| Ulsan Hyundai F. C. (cedido)         | Corea del Sur | 2022      |
| Changchun Yatai (cedido)             | China         | 2023      |
| Zhejiang Professional F. C. (cedido) | China         | 2023-2024 |
| Shanghái Port                        | China         | 2025-     |

## Palmarés

### Títulos nacionales
| Título     | Club                | País          | Año  |
| ---------- | ------------------- | ------------- | ---- |
| K League 1 | Ulsan Hyundai F. C. | Corea del Sur | 2022 |